# Christian Rayer
Christian Rayer   (Chaville, 14 de desembre de 1945) és un empresari i antic pilot de motociclisme francès que va destacar en competicions de trial i, més tard, en proves d'enduro i ral·li raid. Durant la seva etapa com a pilot de trial en va guanyar sis campionats de França (1965-1970) i va participar en el desenvolupament de dues de les motocicletes més emblemàtiques d'aquesta modalitat: la Montesa Cota 247 (llançada el 1968) i la Yamaha TY 250 (1973). Més tard, Rayer va participar en les primeres edicions de l'Enduro de Le Touquet amb l'equip oficial de Yamaha i va arribar a quedar-hi segon el 1977. El 1979 va participar en el primer Ral·li París-Dakar, també dins l'equip de Yamaha, i hi va acabar vuitè després d'obtenir dues victòries d'etapa.
Personatge polifacètic, Christian Rayer va fundar una concessionària de motocicletes a Chaville (Moto 92, 1970), va crear la primera escola de conducció fora d'asfalt de París (1977) i va desenvolupar nous motors per a diversos models de motocicleta de Yamaha. Fervent practicant del vol lliure i del parapent, el 1977 va dur a terme els primers vols d'ultralleuger a França. Caçador i submarinista, va esdevenir patró de velers de creuer oceànic i es va dedicar uns anys a aquesta activitat. El 2011 va publicar la seva autobiografia, titulada Le Parfum de l'au delà ("El parfum del més enllà").

## Desenvolupador de motocicletes

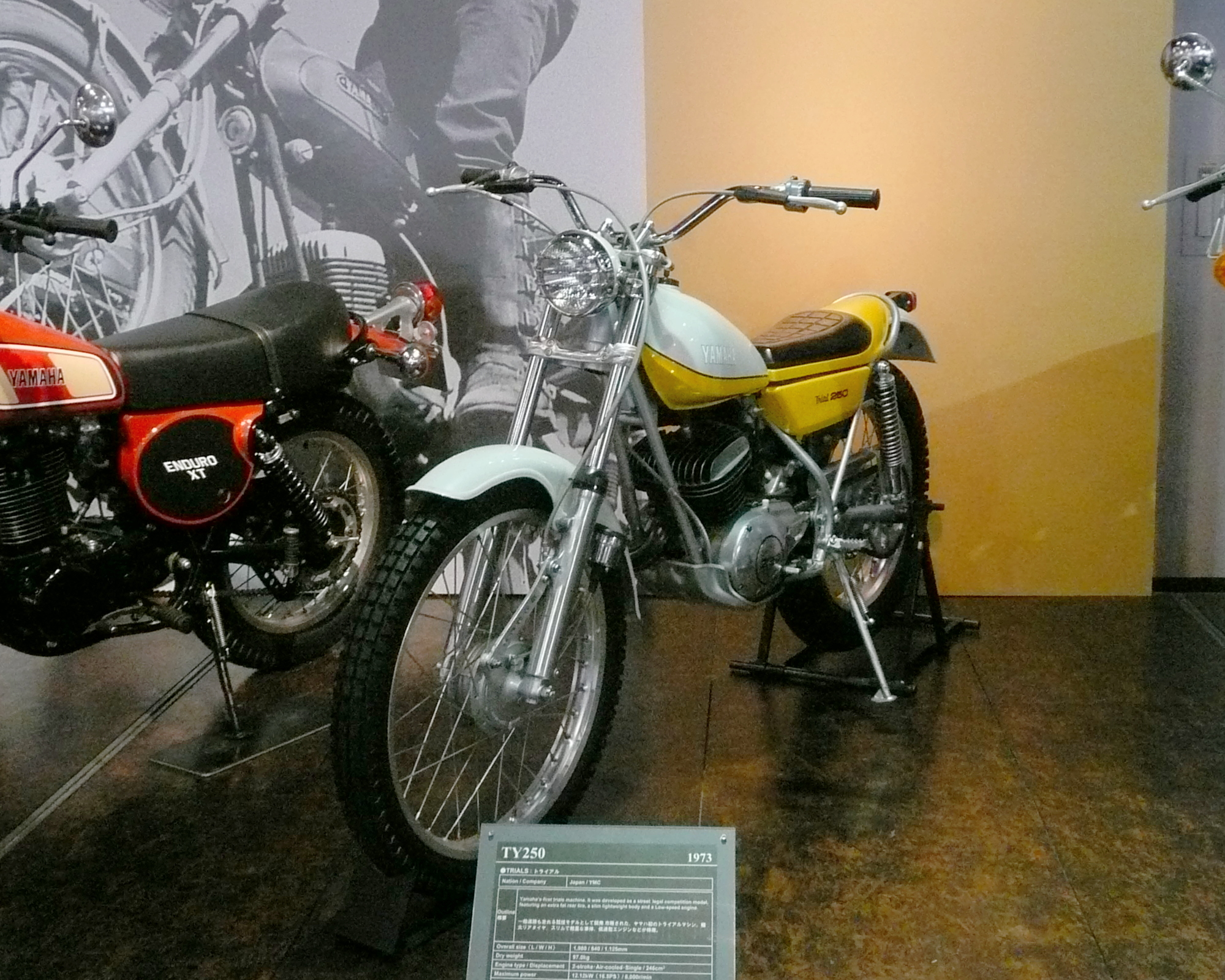
Yamaha TY 250 (1973)

Christian Rayer va començar a practicar el trial amb motocicletes Motobécane i Greeves. El 1967 fou contractat per Montesa i, juntament amb Pere Pi, va fer una tasca fonamental en el desenvolupament de la futura Montesa Cota 247, un model basat en la Montesa Impala que es presentà en públic el 1968 i que, més tard, va millorar Don Smith. Amb Montesa, Rayer va guanyar tres Campionats de França entre el 1968 i el 1970 i va participar en tres edicions dels Sis Dies d'Escòcia de Trial.
El 1971, Yamaha el va contractar perquè participés en el desenvolupament del primer model de trial de la marca basant-se en el seu model de fora d'asfalt, la Yamaha DT175. El nou model es va llançar el 1973 amb el nom de "TY" (de "Trial Yamaha"). La tasca de Rayer va ser la base de l'èxit de Yamaha al Campionat d'Europa a partir de 1973 amb Mick Andrews com a pilot principal. Christian Rayer va desenvolupar més tard nous motors per a diversos models de motocicleta de la marca japonesa, entre ells la TY 350, XT 600, TY 239, MX 175 i MX 200.
A data del 2014, Christian Rayer dirigia la seva empresa IP Moteurs a Vaubona, encara activa actualment, la qual subministra kits d'actualització per a motocicletes Yamaha, Suzuki i Honda.

## Palmarès en trial
Font:
| Any          | Motocicleta  | Campionat d'Europa | Campionat de França |
| ------------ | ------------ | ------------------ | ------------------- |
| 1964         | Greeves      | 17è                | 2n                  |
| 1965         | Greeves      | 39è                | 1r                  |
| 1966         | Greeves      | 96è                | 1r                  |
| 1967         | Greeves      | 5è                 | 1r                  |
| 1968         | Montesa      | 7è                 | 1r                  |
| 1969         | Montesa      | 16è                | 1r                  |
| 1970         | Montesa      | 19è                | 1r                  |
| 1971         | Yamaha       | -                  | 2n                  |
| 1972         | Yamaha       | -                  | 2n                  |
| Total títols | Total títols | 0                  | 6                   |

Notes
1. ↑  Fins al 1967 el campionat s'anomenà "Challenge Henry Groutards" i a partir de 1968 va passar a anomenar-se Campionat d'Europa
2. ↑  Al total de títols s'hi compten tots els campionats estatals o internacionals guanyats

## Obra publicada
- Rayer, Christian. Le Parfum de l'au delà (en francès).  Autoeditat, 2011.